# Le Plessis-Luzarches
Le Plessis-Luzarches ist eine französische Gemeinde mit 140 Einwohnern (Stand: 1. Januar 2022) im Département Val-d’Oise in der Region Île-de-France; sie gehört zum Arrondissement Sarcelles und zum Kanton Fosses (bis 2015: Kanton Luzarches). Die Einwohner werden Plessis-Luzarchois genannt.

## Geographie
Le Plessis-Luzarches liegt etwa 27 Kilometer nordnordöstlich von Paris. Umgeben wird Le Plessis-Luzarches von den Nachbargemeinden Bellefontaine im Norden, Osten und Süden, Jagny-sous-Bois im Südwesten sowie Lassy im Westen. Das Gemeindegebiet wird im Norden vom Flüsschen Ysieux durchquert.

## Bevölkerungsentwicklung
| Jahr                      | 1962 | 1968 | 1975 | 1982 | 1990 | 1999 | 2006 | 2013 |
| Einwohner                 | 145  | 149  | 140  | 147  | 137  | 140  | 133  | 144  |
| Quelle: Cassini und INSEE |      |      |      |      |      |      |      |      |

## Sehenswürdigkeiten
- Kirche Sainte-Marie aus dem 17. Jahrhundert
- Rathaus von 1846
- Turmhaus
- Waschhaus

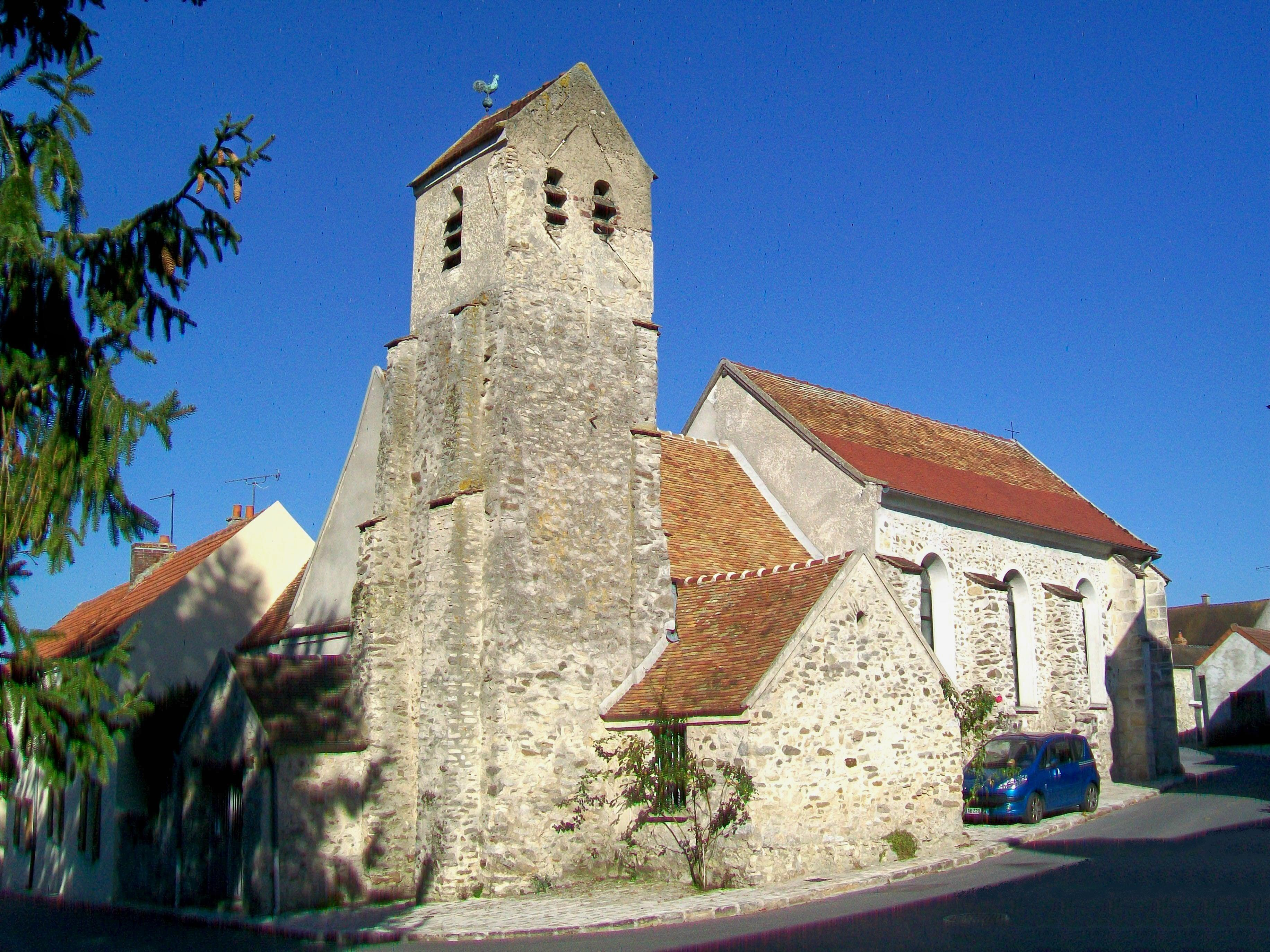
Kirche Sainte-Marie
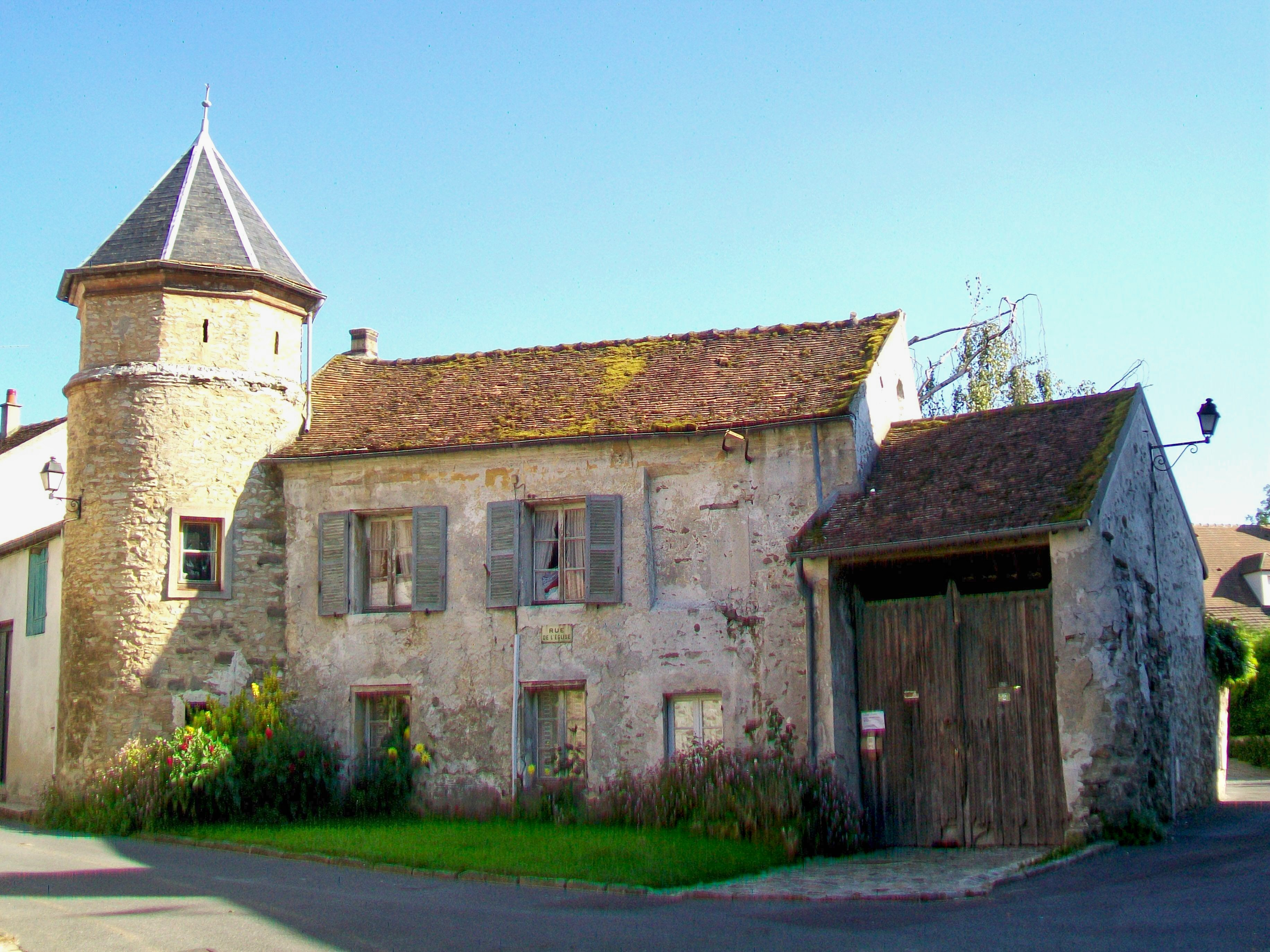
Turmhaus